# پرسیوال جان مونتاگ
پرسیوال جان مونتاگ (انگلیسی: Percival John Montague; ۱۰ نوامبر ۱۸۸۲ – ۱ ژانویهٔ ۱۹۶۶) پرسنل نظامی اهل کانادا بود.